# 福克斯河鎮區 (愛荷華州戴維斯縣)
福克斯河鎮區（英語：Fox River Township）是位於美國愛荷華州戴維斯縣的一個行政鎮區。

## 地方資料
根據2010年美國人口普查的數據，福克斯河鎮區的面積為72.70平方千米，當中陸地面積為72.31平方千米，而水域面積為0.39平方千米。當地共有人口330人，而人口密度為每平方千米4.54人。